# Croton zeylanicus
Croton zeylanicus är en törelväxtart som beskrevs av Johannes Müller Argoviensis. Croton zeylanicus ingår i släktet Croton och familjen törelväxter. Inga underarter finns listade i Catalogue of Life.